# 一甲觀音亭
一甲觀音亭位於臺灣高雄市路竹區，主祀觀世音菩薩:1。廟中供奉的觀世音菩薩之由來，據說可追溯自鄭成功率軍渡海攻臺前，部屬王文伊從浙江舟山群島的南海普陀山所迎來的香火:1。而所迎來的觀音香火，在過去為路竹的十三個聚落所奉祀。該觀音亭的創建年代不明，當前最早的記錄可追溯到1913年。

## 沿革

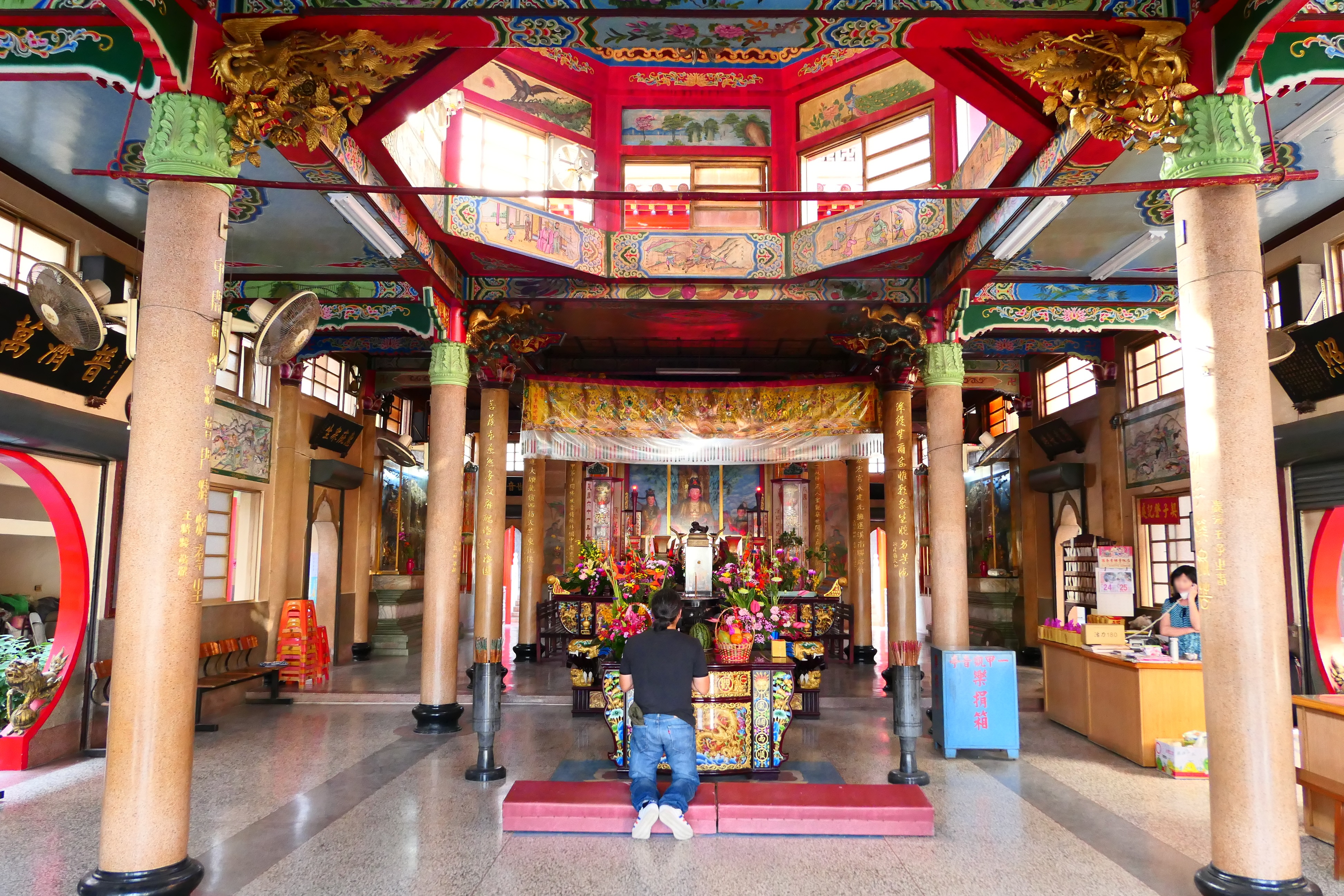
一甲觀音亭正殿

一甲觀音亭的觀世音菩薩，據說可追溯鄭成功部將王文伊從南海普陀山迎來的香火:1。施琅攻臺後，王文伊跟其他鄭軍士兵分散到路竹地區的槺榔藍、新園、陷後、窯仔甲、山崙仔、獺爪、營前、營後、舊廍、石仔瀨、前窩、大應公、三甲等十三個聚落居住。後來因為觀音屢顯神蹟，眾人乃在槺榔藍結茅焚香供奉王文伊迎來之觀音香火。日後興建廟宇，並雕刻觀音神像。
日治時期大正八年（1919年）王鬧廷等人發起重建，並有林起捐建拜亭，落成之後又稱「大廟」:1。皇民化運動時期，觀音像被藏到王鬧廷家中，二次大戰後才安置回觀音亭內。
民國53年（1964年）中國石油公司（今台灣中油）在觀音亭一帶探油鑿井，信徒決定遷廟將地讓給中油開探油源。不過當時一度找不到遷建用地，是東昌食品董事長王珠慶與立大農畜公司董事長王朝立捐獻廟地才解決此問題。民國55年（1966年）開始遷建，民國61年（1972年）前殿落成舉行迎神安座大典，最後整體工程在民國65年（1976年）完成:1。

## 儀式活動

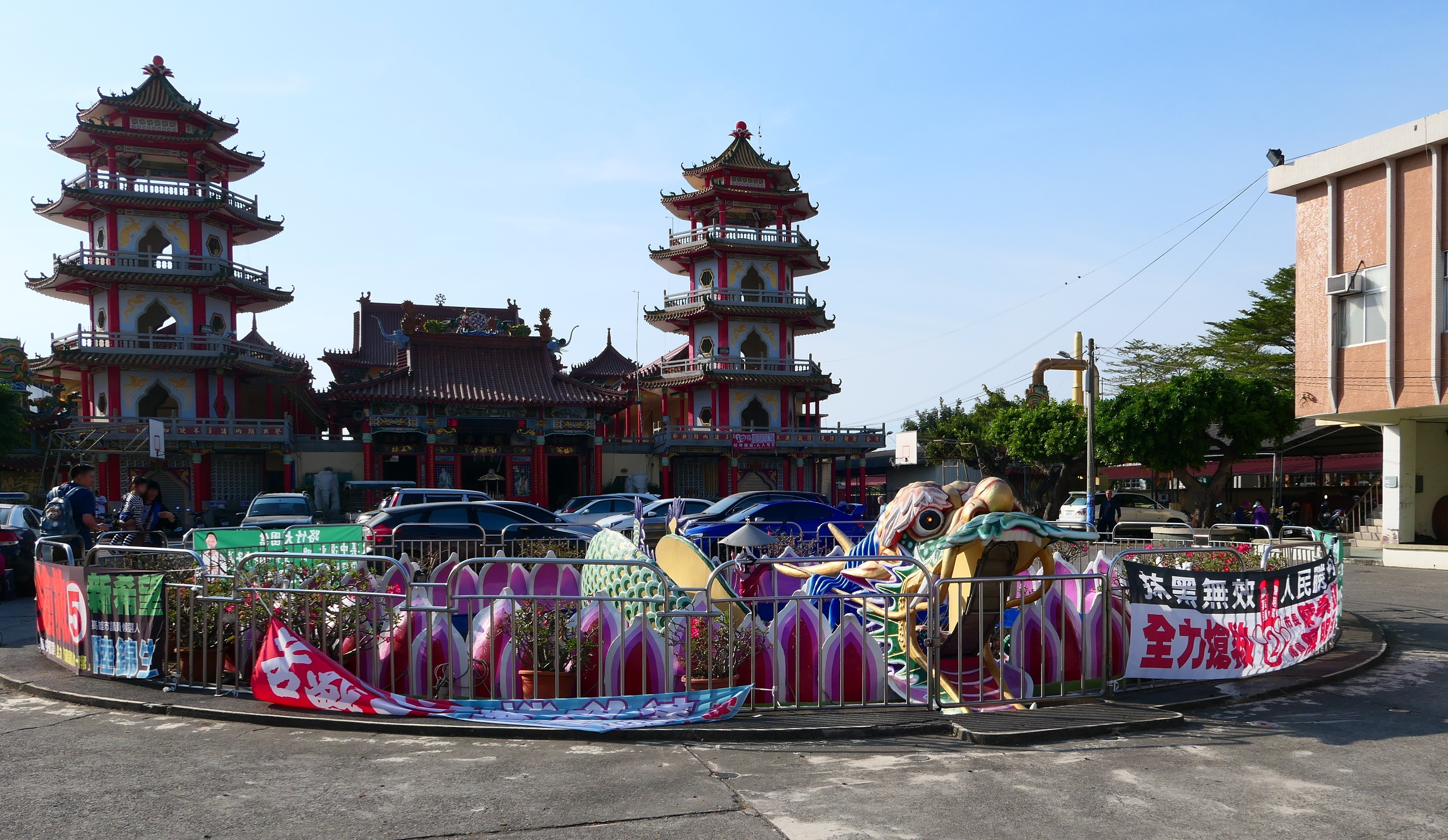
一甲觀音亭蓮花池

一甲觀音亭在農曆二月十九日觀世音菩薩聖誕時，會舉行「鑽龍虎喉」的儀式:1。觀音亭前有座蓮花池，池中有一巨龍雕像，兩旁又各有一尊較小的龍雕像與虎雕像:1。平時蓮花池欄杆會關閉，但在舉行儀式時，巨龍頭部前方的柵門會開放，信徒會拿著一柱清香、紙人與平安符從龍頭走到龍尾:1。途中會經過108個階梯，代表36天罡與72地煞，每走一階象徵消除一個劫數:1。從龍尾出來後，會有道士誦經、搖鈴，並對紙人吹氣表示將業障劫數轉到紙人身上:1。信徒最後身上會蓋上平安印，到香爐將平安符過爐後便完成整個儀式:1。